# アルカ (ミュージシャン)
アレハンドラ・ゲルシ・ロドリゲス（Alejandra Ghersi Rodríguez、1989年10月14日 - ）は、アルカ（Arca）の名で知られるスペインのバルセロナを拠点に活動するベネズエラのミュージシャン、歌手、ラッパー、DJ、作曲家、音楽プロデューサーである。
ビョーク、カニエ・ウェスト、FKAツイッグス、ザ・ウィークエンド、フランク・オーシャン、ロザリア、シーアなど数多くのミュージシャンとコラボレーションしている。

## 生い立ち
アルカは、ベネズエラのカラカスで、投資銀行家の父と国際学を学ぶ母との間に生まれた。一家は3歳の時にコネチカット州ダリエンに引っ越し、9歳の時に再びカラカスに戻った。
10代の頃に「ヌーロ」という名前で音楽をリリースし、ベネズエラでは一定の人気を得た。
ベネズエラのオルタナティブ・ロックバンド、ラ・ヴィダ・ボエームのグラミー賞にノミネートされたアルバム『Nuestra』でシンセサイザーをプログラミングするなど、この時期にベネズエラのアーティストとのコラボレーションも行った。
その後、ニューヨーク大学の芸術学部「クライブ・デイヴィス・インスティテュート・オブ・レコーディング・ミュージック」に通った。

## 経歴

### 2012年 - 2016年
2012年2月1日、デビュー作のEP『バロン・リブレ』をUNO NYCからリリースした。
同年4月19日にEP『Stretch 1』、8月6日にEP『Stretch 2』をリリースした。
2013年6月18日にリリースされたカニエ・ウェストの『Yeezus』の5曲に参加した。
同年9月17日、FKAツイッグスのEP2がリリースされ、アルカは全曲をプロデュースし、共同制作を行った。
2014年11月4日、ミュート・レコードからリリースされた1作目のスタジオ・アルバム『Xen』をリリース。
2015年1月20日にリリースされたビョークの8枚目のスタジオ・アルバム『ヴァルニキュラ』で、共同制作を行った。
同年11月20日、2枚目のスタジオ・アルバム『Mutant』がリリースされた。
2016年7月4日、ミックステープ『エントラニャス』をリリースした。

### 2017年 - 2021年
2017年2月22日にXLレコーディングスと契約し、同年4月7日に3枚目のスタジオ・アルバム『Arca』をリリースした。
同年、ビヨークの9枚目のスタジオ・アルバム『ユートピア』で再びコラボレーションし、レコードの大部分をプロデュースした。
2020年2月21日、「@@@@@」と名付けられた62分間のシングルをリリースした。
同年6月26日、4枚目のスタジオ・アルバム『Kick I』をリリースし、2021年の第63回グラミー賞にノミネートされた。

## 私生活
アルカは、2018年にノンバイナリーとしてカミングアウトし、後にトランス女性として、代名詞は she/her、it/its を使用している。

## ディスコグラフィー

### スタジオ・アルバム
- 『Xen』 (2014)
- 『Mutant』 (2015年)
- 『Arca』 (2017)
- 『Kick I』 (2020年)
- 『Kick II』 (2021年)
- 『Kick III』 (2021年)
- 『Kick IIII』 (2021年)
- 『Kick IIIII』 (2021年)